# شمل
شمل هي منطقة في إمارة رأس الخيمة في دولة الإمارات العربية المتحدة، يُقال أن اسمها كان «بزنوبيا» سابقا ويدل عليه موقع يحمل اسم «حصن الزباء» يقع على جبل صغير، ويطل على المنطقة وهذا الموقع ما زال مزار الكثير من الناس. و كانت تابعة ل بني رشدوه الشميلي وترجع اراضيها لهم و هم أقوى حاملين سلاح في ذلك الوقت
تشتهر المنطقة بالمزارع وآبار الماء العذب والجدران الدفاعية وخزانات الماء، التي لا زال محتفظة بأسقفها الأصلية والبيوت القديمة المهجورة، والبرج القديم المجاور الذي يقدر عمره بحوالي 200 عام. سكنها قوم من آل مكتوم في مرحلة سابقة من بدايات القرن الماضي. وفيها أملاك للشيخة موزة بنت سعيد بن مكتوم آل مكتوم وكان يسكنها أيضا الشيخ سعيد بن مكتوم آل مكتوم. و بني رشدوه لهم اراضي كثيرة  ومزارع والإسطبلات و هم من يديره في  القرون السابقة
وتحتوي شمل على مجموعة من الآثار والمزارات السياحية التي تعتبر وجهة للسياحة في إمارة رأس الخيمة، ومنها قصر الزباء والذي يقع على نتوء جبلي فوق القرية.

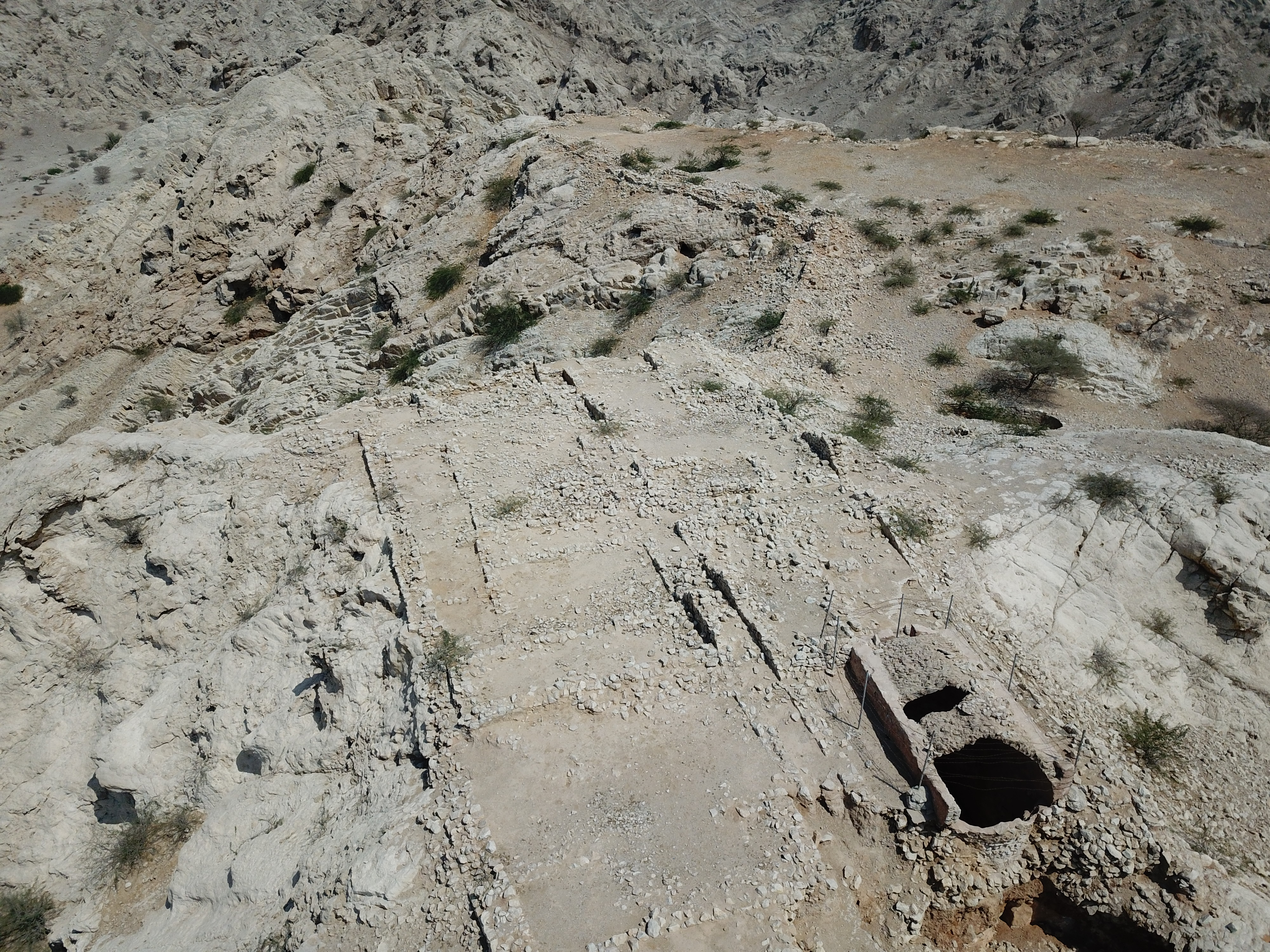
قصر الزباء

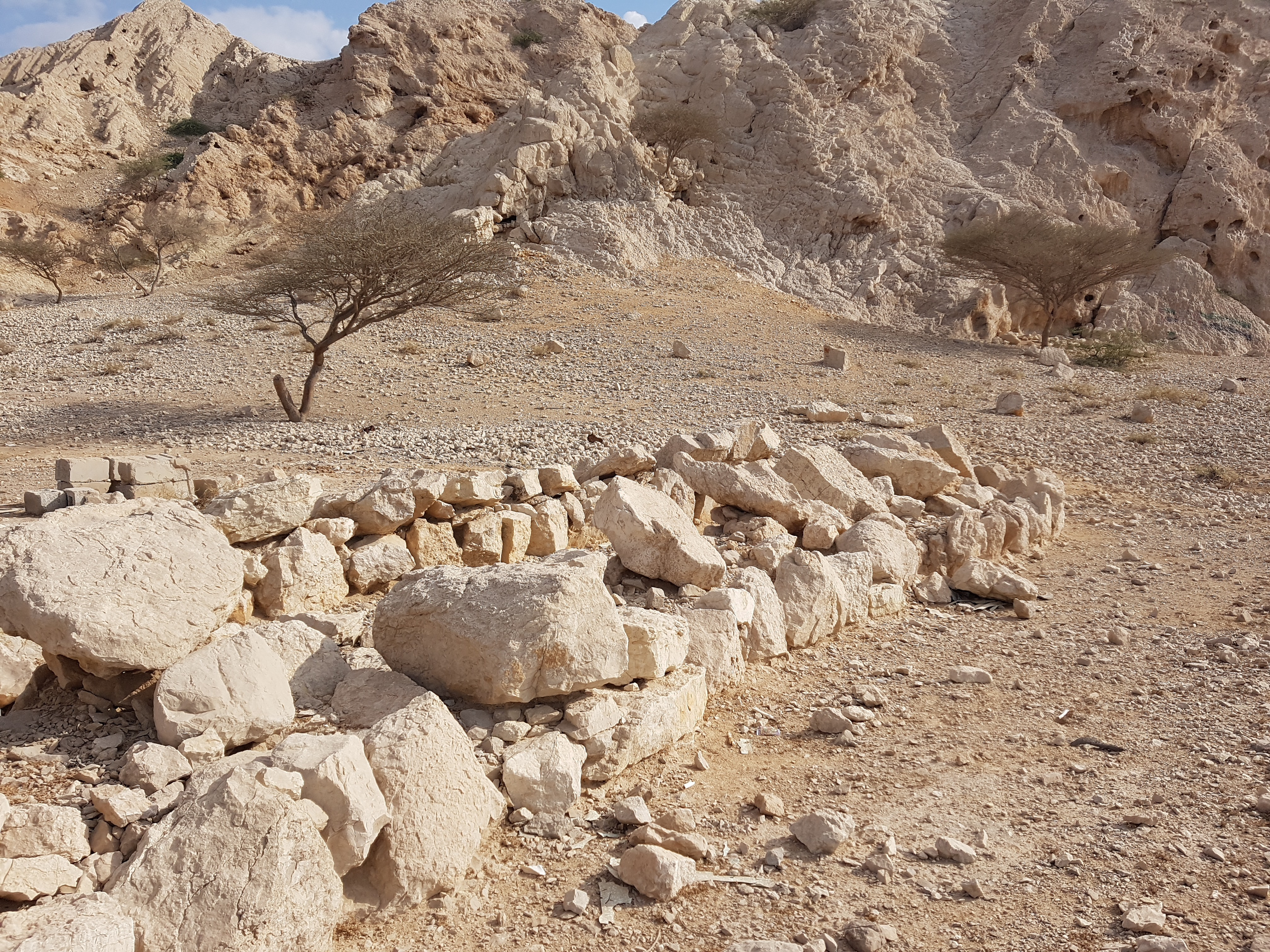
مدافن فترة وادي السوق في شمل

وقد تم العثور على شاهد قبر يهودي بمنطقة الشمل يرجع للفترة ما بين عامي 1507م إلى 1650م، حسب استدلالات خبراء الآثار في دائرة الآثار والمتاحف برأس الخيمة وهي الفترة التي سيطرت خلالها القوات البرتغالية على التجارة في الخليج العربي.

ويضم الموقع الأثري مجموعة كبيرة من المكتشفات الأثرية التي تضم أكثر من مئة مقبرة تعود إلى عصور ماقبل التاريخ ومستوطنات قديمة وقصر من العصور الوسطى، كما تم ادراج منطقة شمل من ضمن أربع مواقع أثرية في إمارة رأس الخيمة على القائمة التمهيدية لمواقع التراث العالمي التابعة لمنظمة الأمم المتحدة للتربية والعلم والثقافة اليونيسكو.